# Barrackpur
Barrackpur là một thành phố và khu đô thị của quận North Twentyfour Parganas thuộc bang Tây Bengal, Ấn Độ.

## Nhân khẩu
Theo điều tra dân số năm 2001 của Ấn Độ, Barrackpur có dân số 144.331 người. Phái nam chiếm 53% tổng số dân và phái nữ chiếm 47%. Barrackpur có tỷ lệ 81% biết đọc biết viết, cao hơn tỷ lệ trung bình toàn quốc là 59,5%: tỷ lệ cho phái nam là 84%, và tỷ lệ cho phái nữ là 76%. Tại Barrackpur, 8% dân số nhỏ hơn 6 tuổi.